# حوليات عربستان
حوليات عربستان أو كرونولوجيا خوزستان أو مجهول غويدي هو حوليات لمجهول سرياني شرقي وضعت في النصف الثاني من القرن 7 الميلادي، وربما كتب في عربستان . سميت على اسم مكتشفها وأول محرر وناشر لها، المستشرق الإيطالي إغنازيو غويدي Ignazio Guidi. 
الكتاب مدون بعد منتصف القرن السابع  لمؤلف نسطوري سرياني شرقي ويغطي نهاية الإمبراطورية الساسانية : منذ سقوط الملك الفارسي هرمزد الرابع عام 590 إلى منتصف القرن السابع . يتعامل المؤلف مع كل من تاريخ الكنيسة وقضايا التاريخ الدنيوي بترتيب زمني ؛ إلا أنه بعد نهاية الإمبراطورية الساسانية ، يحتل التاريخ الدنيوي الخلفية. كان في الأصل جزءًا من عمل أكبر ، ولكنه لم يحفظ . يشير إلى ذلك بداية مفاجئة للعمل حيث تقول: بعض من تاريخ الكنيسة ، ومن تاريخ العالم ، من وفاة هرمزد ، ابن خسروا، إلى نهاية الإمبراطورية الفارسية. 
يتعامل العرض بشكل متكرر مع الأحداث في منطقة نيصيبيس (نصيبين الحالية) وجنوب بلاد ما بين النهرين ، والتي يعرفها المؤلف جيدًا. العرض قصير إلى حد ما ، ومثري ببعض الحكايات ، وينبغي له قبل كل شيء تقديم نظرة سريعة. ربما كان المؤلف قد شغل منصبًا كنسيًا عاليًا. في بعض الأحيان يتم تحديد إلياس من مرو كمؤلف ، ولكن هذا يجب أن يبقى في إطار التكهنات.  كما تفترض البحوث الأخيرة بشكل متزايد أن العمل الأصلي تم استكماله بعد وقت قصير من الانتهاء.  الحوليات هي مصدر مهم وموثوق به إلى حد ما عن السنوات الأخيرة من الإمبراطورية الساسانية ، التي كان من المفترض أن تنهار قبل هجمة العرب (انظر التوسع الإسلامي ).

## الترجمات
- ناصر الكعبي (محرر. ): نقله إلى اللّغة الإنجليزيّة في كتابه: A short chronicle on the end of the Sasanian Empire and early Islam 590-660 A.D.
- ثيودور نولديكي : الحوليات السريانية التي نشرها غويدي. ترجمة وتعليق . في: تقارير اجتماعات الأكاديمية الإمبراطورية للعلوم ، فيل هيست. عظيم . المجلد 128 ، 9. فيينا 1893 ، ص. 1ff. ( مرقمنة من جامعة ومكتبة ولاية سكسونيا - انهالت ، هاله )

## الأدبيات
- سيباستيان بروك: تاريخ غويدي . في: Encyclopædia Iranica . المجلد 11 (2003) ، ص .383.
- جيمس هوارد جونستون : شهود على أزمة عالمية. المؤرخون وتاريخ الشرق الأوسط في القرن السابع . مطبعة جامعة أكسفورد ، أكسفورد 2010 ، ص. 128ff.
- روبرت ج.هويلاند : رؤية الإسلام كما رآه الآخرون ، مسح وتقييم للكتابات المسيحية واليهودية والزرادشتية حول الإسلام المبكر . داروين برس ، Princeton NJ 1997 ، ص. 182ff.
- جون دبليو وات: تصوير هرقل في المصادر التاريخية السريانية . In: Gerrit J. Reinink and Bernard H. Stolte (ed. ): عهد هرقل: الأزمة والمواجهة . بيترز ، لوفين 2002 ، ص 63-79 ، هنا ص 64 و.

## هوامش
1. ↑  Vorgestellt auf dem Stockholmer Orientalistenkongress 1889 und mit einer lateinischen Übersetzung 1903 veröffentlicht.
2. ↑  Siehe Johannes Karayannopulos, Günter Weiss: Quellenkunde zur Geschichte von Byzanz. Wiesbaden 1982, Nr. 139 (670er oder 680er Jahre); schon Nöldeke hatte 670/680 als Abfassungszeitraum für wahrscheinlich gehalten: Nöldeke, Die von Guidi herausgegebene syrische Chronik, S. 3. Hoyland, Seeing Islam, S. 185, nimmt jedoch eine Abfassung in den 660er Jahren an. Brock, Guidi’s Chronicle, geht ebenfalls von etwa 660 aus.
3. ↑  Nöldeke, Die von Guidi herausgegebene syrische Chronik, S. 5.
4. ↑  Vgl. etwa: Ṭabarī. The Sāsānids, the Byzantines, the Lakhmids, and Yemen. Übersetzt und kommentiert von Clifford Edmund Bosworth. Albany/NY 1999, S. 312, Anmerkung 729; Pierre Nautin: L’auteur de la ‘Chronique Anonyme de Guidi’: Élie de Merw. In: Revue de l’Histoire des Religions. Band 199, 1982, S. 303–314.
5. ↑  Vgl. Howard-Johnston, Witnesses to a World Crisis, S. 131ff.